# 村井佑太朗
村井 佑太朗（むらい ゆうたろう、1992年6月12日 - ）は、日本の元ラグビー選手。

## プロフィール
- 秋田県出身[1]。
- 現役時代のポジションはフルバック(FB)。
- 身長 176cm、体重 77kg
- U20日本代表に選ばれたことがある[2]。
- 父は元サントリーの村井成人[3]。

## 略歴
小学4年生でラグビーを始めた。
2011年、秋田工業高校卒業後、明治大学に入る。なお秋田工業高校時代に主将を務め、高校日本代表に選ばれた。
2015年、明治大学卒業後、日本製鉄釜石シーウェイブスに加入。同年9月12日に行われたトップイーストリーグ第1節のヤクルトレビンズ戦に先発出場で公式戦初出場を果たした。
2022年、現役を引退した。